# Собрал (Сеара)
Собрал (Sobral) — муніципалітет у Бразилії, розташований у внутрішній частині штату Сеара.

## Стислі відомості
Приблизно 1728 року Антоніо Родрігес Магальянш заснував тут ферму Кайсара. Навколо ферми виникло поселення, яке розширилося з 1756 року, коли Магальянш поступився землею для будівництва церкви да Консейсао. У 1773 році поселення отримало міський статус під назвою Vila Distinta e Real de Sobral. Статус міста Собрал отримав в 1841 році.